# Chiesa dei Santi Maria e Siro
La chiesa dei Santi Maria e Siro  è un luogo di culto cattolico situato in via Roma a Sale, in provincia di Alessandria. 

## Storia
La chiesa fu menzionata una prima volta in un trattato di pace tra i Pavesi ed i Tortonesi del giugno 1165 stipulato all'interno dell'edificio stesso alla presenza dell'Imperatore Federico Barbarossa. Nel 1223 vi fu firmato un secondo accordo, questa volta tra la città di Tortona ed i conti palatini di Langosco e Sparvara per i diritti sulle acque ed il controllo di Cassano.
Nel 1704 il campanile gotico crollò su se stesso danneggiando anche parte della facciata. Fu ricostruito nel medesimo anno nelle forme attuali.

## Descrizione
La chiesa presenta una facciata a capanna interamente in mattoni è scandita da due contrafforti sormontati da pinnacoli e presenta tre portali ad arco a sesto acuto strombati. I due portali laterali, sormontati ciascuno da un rosone, presentano un archivolto decorato con formelle in cotto a stampo mentre quello centrale, sopra il quale si stagliano due bifore, è caratterizzato da decorazioni a cordone. Questa splendida facciata, realizzata interamente in cotto, è riconosciuta monumento nazionale sin dal 1908.
L'interno della chiesa è suddiviso in tre navate coperte da volte a crociera costolonate. Gli interni sono finemente decorati con una serie di affreschi del XV-XVI secolo riportati alla luce a partire dal 1937. Di particolare pregio gli Evangelisti raffigurati nelle vele della volta del presbiterio ed i Profeti, realizzati nei sottarchi.